# MC Dricka
Fernanda Andrielli Nascimento Dos Santos (São Paulo, 7 de octubre de 1998), conocida profesionalmente como MC Dricka, es una cantautora brasileña, lesbiana, negra y periférica, que trabaja mayoritariamente el género funk carioca.

## Trayectoria
Dricka nació y creció en la zona norte de São Paulo y también pasó parte de su infancia en Sergipe. Desde adolescente ha estado involucrada en movimientos sociales y es conocida por sus letras feministas y por promover la igualdad social, racial y de género. Es abiertamente LGBT y está casada con la modelo Larissa Novais. Se ganó el apodo de "Rainha dos Fluxos (Reina de los flujos)" por su éxito en las fiestas de las favelas de São Paulo.El 11 de junio de 2019 lanzó el sencillo “Empurra Empurra" con el DJ Will DF. La canción fue un éxito de la noche a la mañana, acumuló alrededor de 20.000 visitas en YouTube en un solo día y fue llo que le dió fama por todo Brasil. Desde entonces, Dricka ha seguido lanzando sencillos que tienen éxito en los bailes funk de las favelas de São Paulo.Su mayor éxito ha sido "Empurra Empurra"  que actualmente ha acumulado más de 60 millones de reproducciones y 200 millones de visitas en YouTube desde  el mes de junio del 2022. MC Dricka fue nominada paraMejor Actuación Internacional Revelación de los Premios BET 2021. Fue la primera nominación del cantante al premio. También ha sido partidaria pública de Lula para la presidencia en las elecciones generales brasileñas de 2022.
Dricka es conocida por su música agresiva y de letras directas, escritas para elevar la autoestima de las mujeres. También es una de las primeras mujeres artistas destacadas en un espacio dominado por hombres. Además, es  una de las voces empoderadoras y defensoras de la música funk, famosa por popularizar el ritmo de las favelas de São Paulo en todo Brasil y el resto del mundo.

## Discografía

### LP
| Título            | Detalles                                                                                                  |
| ----------------- | --- |
| Rainha dos Fluxos | - Publicado: 20 de diciembre de 2020 - Etiqueta: Ritmo dos Fluxos - Formatos: Descarga digital, streaming |
| acompañante       | - Publicado: 7 de mayo de 2021 - Etiqueta: Independiente - Formatos: Descarga digital, streaming          |

### Sencillos

#### Como artista principal
- "Empurra Empurra" (Empuja, empuja)
- '"38 Carregado"
- "Vai Fazer Carão"
- "Bate Bate"
- "Pretinha do Peitin e do Bundão"
- "Me Olha e Me Respeita"
- "E Nós Tem Um Charme Que É Da Hora"

#### Como artista destacada
- Pancada (con Mateus Carrilho )

## Reconocimientos
| Organización    | Año  | Categoría                      | Trabajo nominado | Resultado | Ref.          |
| --------------- | ---- | ------------------------------ | ---------------- | --------- | ------------- |
| Premios APUESTA | 2021 | Mejor nuevo acto internacional | Sí misma         | Nominada  | [ 12 ] [ 13 ] |